# Charlton Vicento
Charlton Vicento (* 19. Januar 1992 in Zoetermeer, Niederlande) ist ein niederländischer Fußballspieler.

## Karriere

### Verein
Vicento begann in der Jugendabteilung des RVC Rijswijk mit dem Fußball spielen. Später wechselte er in die Juniorenabteilung von ADO Den Haag.
Am 15. August 2009 debütierte er im Spiel gegen FC Twente für die erste Mannschaft in der Eredivisie. Rund zwei Monate später erzielte er gegen Sparta Rotterdam seinen ersten Treffer.
Im März 2011 wurde Vicento vom niederländischen Fußballverband zu einer Sperre von einem Spiel verurteilt. Er hatte bei einer Siegesfeier nach einem Spiel gegen Ajax Amsterdam gemeinsam mit seinem Teamkollegen Lex Immers und Trainer John van den Brom antisemitische Gesänge angestimmt. Außerdem strich ihn der Verband aus dem Kader für das U-21-Länderspiel gegen Deutschland.
Zur Saison 2013/14 wechselte Vicento nach Griechenland zum Erstligisten PAS Ioannina.
Bis in die 2020er Jahre hinein spielte er bei niederländischen unterklassigen Vereinen.

### Nationalmannschaft
Vicento absolvierte einige Spiele für die niederländische U-19-Nationalmannschaft. Am 9. Februar 2011 debütierte er im Spiel gegen Tschechien für die niederländische U-21-Nationalmannschaft. Seit 2015 spielt er für die Nationalmannschaft von Curaçao.